# アニー・イーズリー
アニー・ジーン・イーズリー (Annie Jean Easley、1933年4月23日 – 2011年6月25日) は、アメリカ合衆国のコンピュータ科学者、数学者、ロケット科学者。 アメリカ航空宇宙局（NASA）、その前身のアメリカ航空諮問委員会（NACA）のルイス研究センター（現在のグレン研究センター) で働いた。セントールロケットのソフトウェア開発チームの主要メンバーであり、NASAのコンピュータ科学者として働いた最初のアフリカ系アメリカ人の一人。

## 生い立ちと教育
アラバマ州バーミングハムで、サミュエル・バード・イーズリーとメアリー・メルビーナ・フーバーの間に生まれた。公民権運動以前は、アフリカ系アメリカ人の子供の教育と職業の機会は非常に限られていた。 アフリカ系アメリカ人の子供は白人の子供と別々に教育を受け、その学校は白人向けの学校より貧弱であることが多かった。アニーの母は、努力すれば何でもなりたいものになれるとアニーに話し、良い教育を受けることを勧めた。アニーは5年次から高校まで、ホーリー・ファミリー・ハイスクールに在籍し、卒業生総代を務めた。
1950年にその当時アフリカ系アメリカ人向けローマカトリック系大学だったニューオリンズのザビエル大学に入学し、約2年間薬学を専攻した。
1954年にバーミングハムに戻った。1964年にアメリカ合衆国憲法修正第24条で禁じられるまで、ジム・クロウ法の一部として残っていた人種差別により、アフリカ系アメリカ人にはリテラシー・テストの合格と投票のための人頭税の支払いが必要とされていた。テストの担当者が彼女の書類を見て、「あなたはザビエル大学出身ですね。料金は2ドルです」と言ったのみで何も質問しなかったと語っている。後に、他のアフリカ系アメリカ人がリテラシー・テストに合格するよう支援を行なった。
その後すぐに、勉強を継続することも意図して、夫の実家の近くのクリーブランドに引っ越した。 不運なことに近くの大学では薬学の講義を終了しており、近隣に他の大学の選択肢も無かった。
1970年代を通して、特に女性やマイノリティの学生に対しSTEMのキャリアについて啓蒙を行った。

## NACA、NASAでの経歴

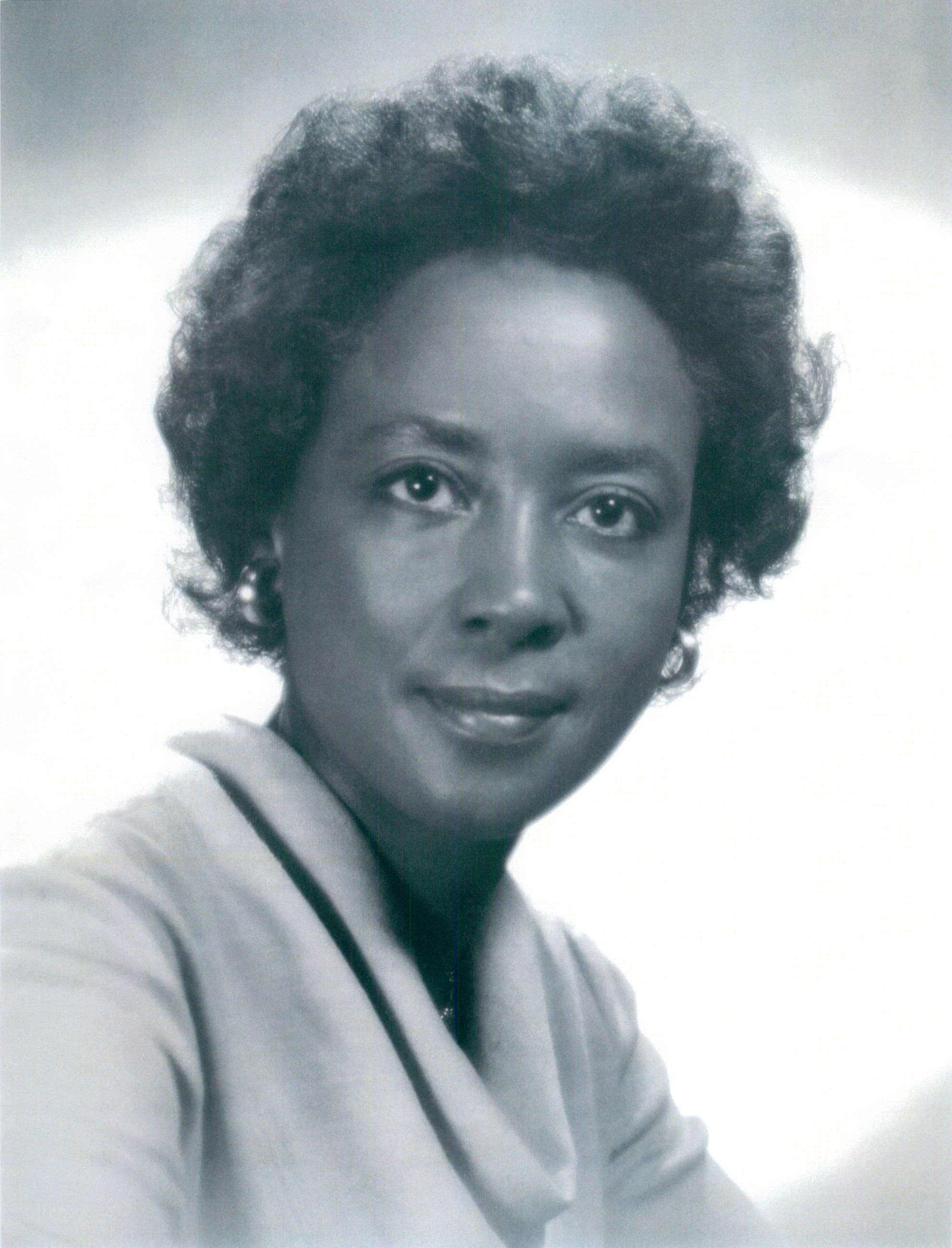
アニー・イーズリー, NASA

1955年に、NACAで「人間コンピュータ」として働く双子の姉妹の記事を、地元の新聞で読んだ。 翌日その仕事に応募し、二週間後に2,500人の従業員のうちの4人のアフリカ系アメリカ人の一人として採用された。オハイオ州クリーブランドにあったNACAのルイス飛行推進研究所（1958年〜1999年にルイス研究センター、その後グレン研究センター）で数学者、コンピュータ技術者として働きはじめた。 研究所で働きながら勉強を続け、1977年にクリーブランド州立大学で数学の学士号を取得した。勉強を続けるかたわら、NASAから提示された特別な取り扱いを乗り越えた。他の従業員が受けていた研究所からの教育資金の援助を説明無しに断られたこともあった。 
34年のキャリアで、新しい電力技術を解析するコンピュータプログラムの開発と実装を行い、セントールの高出力上段ロケット技術、太陽光、風力エネルギーのプロジェクト、エネルギー変換システムとエネルギー問題を解決する新システムに貢献した。 蓄電池の寿命予測の研究を含むエネルギー割当方式は、電気自動車にも利用された。作成したコンピュータプログラムは、商業利用技術の進歩をもたらし、エネルギー変換システムの評価に使われた。1989年にNASAを退職した。長年に渡る勤務と研究への多くの貢献にもかかわらず、NASAの宣伝用写真に使われることはなかった。 
セントールプロジェクトでの業績は、その後のスペースシャトル打ち上げ、通信、軍事、気象衛星打ち上げの技術基盤構築に貢献した。上段ロケットとしてセントールを使用して打ち上げた、1997年のカッシーニ探査機の土星への飛行にも貢献した。
2001年8月21日にクリーブランドでサンドラ・ジョンソンのインタビューを受けた。 そのインタビューはNASAのオーラルヒストリープログラムに保存されている。55ページのインタビュー記事には、公民権運動の歴史、グレン研究センター、ジョンソン宇宙センター、宇宙飛行、宇宙飛行への女性の貢献に関する内容が含まれている。

## 実績
- Performance and Operational Economics Estimates for a Coal Gasification Combined-Cycle Cogeneration Powerplant. Nainiger, Joseph J.; Burns, Raymond K.; Easley, Annie J. NASA, Lewis Research Center, Cleveland, Ohio. NASA Tech Memo 82729 Mar 1982 31p
- Bleed Cycle Propellant Pumping in a Gas-Core Nuclear Rocket Engine System. Kascak, A. F.; Easley, A. J. National Aeronautics and Space Administration. Lewis Research Center, Cleveland, Ohio. Report No.: NASA-TM-X-2517; E-6639 March 1972
- Effect of Turbulent Mixing on Average Fuel Temperatures in a Gas-Core Nuclear Rocket Engine. Easley, A. J.; Kascak, A. F.; National Aeronautics and Space Administration. Lewis Research Center, Cleveland, Ohio. Report No.: NASA-TN-D-4882 Nov 1968

## 関連書
- Pendergast, Sara; Pendergast, Tom (2007). Contemporary Black biography. profiles from the international Black community. Detroit, Michigan: Thomson Gale. ISBN 9781414429205. OCLC 183327197
- Warren, Wini (1999). Black women scientists in the United States. Bloomington, Indiana: Indiana University Press. ISBN 978-0-253-33603-3